# Дітріх фон Заукен
Дітріх Фрідріх Вільгельм Едуард Казімір фон Заукен (нім. Dietrich Friedrich Eduard Kasimir von Saucken; нар. 16 травня 1892, Фишгаузен, Східна Пруссія — пом. 27 вересня 1980, Пуллах-ім-Ізарталь, Баварія) — німецький воєначальник часів Третього Рейху, генерал танкових військ (1944) Вермахту. Останній з 27 кавалерів Лицарського хреста з Дубовим листям, мечами та діамантами (1945), а також єдиний, якого нагородив не Адольф Гітлер.

## Біографія
Поступив на військову службу 1 жовтня 1910 року. У Першу світову війну командував ротою. У 1918 році важко поранений.
Після війни продовжив службу в рейхсвері. У 1936 році отримав призначений командиром кавалерійського полку.
Учасник Польської і Французької кампаній. У листопаді 1940 року призначений командиром 4-ї стрілецької бригади.
Учасник боїв на радянсько-німецькому фронті. Командуючи бригадою, форсував Дніпро. 28 грудня 1941 року призначений командиром 4-ї танкової дивізії. 3 січня 1942 року важко поранений в голову осколком снаряда. До кінця серпня 1942 року — в шпиталях і у відпустці через поранення, потім до кінця травня 1943 року — начальник училища моторизованих військ.
31 травня 1943 року знову очолив 4-ту танкову дивізію (на центральній ділянці Східного фронту).
З 31 травня 1944 року — командувач 3-м танковим корпусом, з 28 червня по 15 жовтня 1944 року — 39-м танковим корпусом. Потім командувач танковим корпусом «Велика Німеччина» і з 12 березня 1945 року — командувач 2-ю армією. З квітня 1945 року — командувач армією «Східна Пруссія».
З 8 травня 1945 року в радянському полоні. Був засуджений радянським судом до 25 років ув'язнення. Відпущений на свободу в 1955 році.

## Нагороди

### Перша світова війна
- Залізний хрест
  - 2-го класу (19 жовтня 1914)
  - 1-го класу (23 травня 1916)
- Військовий хрест «За заслуги» (Баварія) 3-го класу з мечами
- Хрест «За військові заслуги» (Австро-Угорщина) з військовою відзнакою.
- Королівський орден дому Гогенцоллернів, лицарський хрест з мечами
- Нагрудний знак «За поранення» в золоті

### Міжвоєнний період
- Почесний хрест ветерана війни з мечами
- Медаль «За вислугу років у Вермахті» 4-го, 3-го, 2-го і 1-го класу (25 років)

### Друга світова війна
- Застібка до Залізного хреста
  - 2-го класу (13 вересня 1939)
  - 1-го класу (3 жовтня 1939)
- Лицарський хрест Залізного хреста з дубовим листям, мечами та діамантами
  - Лицарський хрест (6 лютого 1942)
  - Дубове листя (№281; 22 серпня 1942)
  - Мечі (№46; 31 січня 1944)
  - Діаманти (№27; 8 травня 1945)
- Медаль «За зимову кампанію на Сході 1941/42»
- Хрест Воєнних заслуг 2-го і 1-го класу з мечами
- Нагрудний знак «За поранення» в золоті
- Нагрудний знак «За танкову атаку» в сріблі «75»
- Тричі відзначений у Вермахтберіхт (3 грудня 1943, 5 липня 1944 і 9 травня 1945)

Військова кар'єра
- 1 червня 1910 — фанен-юнкер
- 19 червня 1912 — лейтенант
- 18 серпня 1917 — оберлейтенант
- 1 січня 1925 — ротмістр
- 1 квітня 1934 — майор
- 1 жовтня 1936 — оберстлейтенант
- 1 червня 1939 — оберст
- 1 січня 1942 — генерал-майор
- 1 квітня 1943 — генерал-лейтенант
- 1 серпня 1944 — генерал танкових військ